# Нейтан Крейз
Нейтан Крейз (англ. Nathan Craze; народився 26 листопада 1986 у м. Мертір-Тідвіл, Уельс) — британський хокеїст, воротар. Виступає за «Белфаст Джаєнтс» у Британській елітній хокейній лізі.
Вихованець хокейної школи «Кардіфф Девілс». Виступав за «Кардіфф Девілс», «Белфаст Джаєнтс», «Брекнелл Біз», «Свіндон Вайлдкетс».
У складі національної збірної Великої Британії учасник чемпіонату світу 2011 (дивізіон I). У складі молодіжної збірної Великої Британії учасник чемпіонату світу 2006 (дивізіон II). У складі юніорської збірної Великої Британії учасник чемпіонатів світу 2003 (дивізіон I) і 2004 (дивізіон II).